# Карс, Джеймс
Джеймс Карс (англ. James P. Carse) — историк и философ религии, почётный профессор Нью-Йоркского университета. Автор книг «Джонатан Эдвардс» (англ. «Jonathan Edwards»), «Молчание Бога» (англ. «The Silence of God»), «Конечные и Бесконечные Игры» (англ. «Finite and Infinite Games»), «Завтрак на Победе» (англ. «Breakfast at the Victory»), «Евангелие Любимого Ученика» (англ. «The Gospel of the Beloved Disciple»), «Религиозное Положение Против Веры» (англ. «The Religious Case against Belief») и «PhDeath: Загадочные Убийства» (англ. «PhDeath: the Puzzler Murders»). Книги были напечатаны в таких широко известных издательств как «Simon and Schuster», «Penguin» и «Harper» .
Джеймс Карс проработал около тридцати лет в Нью-Йоркском университете и на протяжении практически всей преподавательской деятельности являлся единственным философом религии в данном университете. Обладатель многочисленных наград за преподавание. Организатор радиошоу о религии для CBS. По состоянию на 2019 год, Джеймс Карс в возрасте около восьмидесяти лет находится на пенсии и проживает в Нью-Йорке.

## Семья
Джеймс Карс был женат на Элис Фeтцер (англ. Alice Fetzer), которая умерла в 1991 году от рака. Элис, будучи профессором сравнительных гуманитарных наук, вместе со своим мужем работала в Нью-Йоркском университете.
У Джеймса и Элис трое детей — дочь Алиса (на данный момент является профессором философии в Джорджтаунском университете), и два сына — Кин и Джеймс, оба профессиональные музыканты.

## Преподавание
На протяжении тридцати лет Джеймс Карс являлся практически единственным профессором религиоведения в Нью-Йоркском университете. Каждый год Карс преподавал два вводных курса по религиям Запада и религиям Востока, а также ряд других курсов. В процессе преподавания он сосредотачивался на столкновении религиозной мысли с философией, литературой, политической теорией и другими науками. Стремление к подобным столкновениям можно проследить и в названии самих курсов: «Теизм, Атеизм и Экзистенциализм», «Идеальное Общество», «Современные религиозные движения и контр-движения», «Мировая мифология» и «Значение смерти».
Осенью 2016 года вышел в свет первый роман Джеймса Карса «PhDeath: the Puzzler Murders». По словам самого же Карса, роман вырос из пожизненной преданности высшему образованию и глубокой тревоги по поводу деградации университета, который является самым благородным творением западной цивилизации.

## Книги

### Джонатан Эдвардс и Видимость Бога
Книга «Джонатан Эдвардс и видимость Бога» (англ. Jonathan Edwards & The Visibility of God) посвящена одному из самых неординарных Американских мыслителей — Джонатану Эдвардсу. Проповедь «Грешник в руках разгневанного бога» принесла Эдвардсу дурную славу, которая, по мнению Джеймса Карса, искажает радикальную идею Джонатана о том, что бог воздействует на человеческие дела не через прямую силу, но посредством эстетической привлекательности. Бог достигает сердце и ум через красоту, проявляющуюся в естественных и индивидуальных формах. Особое внимание Карс уделяет идеи Эдвардса о том, что воля есть самое очевидное добро. Данное утверждение вызывает ряд вопросов: Является ли воля посредником в данной формулировке? Является ли наиболее очевидное благо действительным благом? На эти и прочие вопросы и отвечает Карс в книге «Jonathan Edwards & The Visibility of God»

### Молчание Бога
«Молчание Бога» (англ. The Silence of God) является короткой медитацией на одну из самых отвлеченных форм религиозной проповеди — молитву. В основе проблематики данной книги лежит то, что, несмотря на универсальное использование молитвы в мире религии, она одновременно является и не является действительной проповедью.
Проблема в том, что многие молящиеся ждут ответа. И многие из них убеждают себя в том, что они этот долгожданный «ответ» получают. Карс же считает, что все мы слишком хорошо знакомы с людьми, чьи молитвы посылают их на войну, или убеждают баллотироваться на государственные должности, или гарантируют победу их спортивной команды.
Через собственный опыт и литературные ссылки, Джеймс Карс пытается показать, что это своеобразное использование языка обнажает глубину нашего невежества не только в отношении божественных материй, но и в отношении нас самих. Данная ситуация также напоминает о том уровне, где мир и наш личный опыт нахождения в нём не имеют очевидного смысла. Ироническое последствие признания этого есть утешительная скромность в нашем суждении о других и о себе, суждении, которое всегда открыто пересмотру.

### Конечные и Бесконечные Игры
В своей книге «Конечные и Бесконечные Игры» (англ. Finite and Infinite Games) Джеймс Карс высказывает принципиально новую теорию, согласно которой вся жизнь человека состоит из конечных и бесконечных игры. Карс исследует, какое значение имеет для нас игра. Природу собственности, власти, культуры, общества, сексуальности и самопознания, Карс понимает по-своему, тем самым открывая мир бесконечных возможностей.
Все жизненные процессы Джеймс Карс репрезентирует в виде игр конечных и игр бесконечных. В конечных играх главное — победа, в бесконечных — продолжение игры. У каждой из игр есть определённые правила и характеристики.
Бесконечная игра может состоять из конечных, в ней нет победителей и проигравших, а правила всегда меняются, что и делает её бесконечной. Игроки участвуют в бесконечной игре чтобы раскрыть силу. Сила парадоксальна. Игрок обладает силой, когда он способен дать возможность делать другим игрокам то, что они хотят, но в пределах его собственной игры. Исход в бесконечной игре всегда не ясен. Бесконечные игроки понимают, что конца концов не существует.

### PhDeath: Загадочные Убийства
«PhDeath: Загадочные Убийства» (англ. PhDeath: the Puzzler Murders) — первый роман Джеймса Карса, вышедший в свет в ноябре 2016 года.
Всезнающий загадчик устраивает череду зверств, начинающихся и заканчивающихся учебным годом. Непрерывно он отыскивает точки морального и интеллектуального гниения, недостоверные исследования, бесстыдную продажность, идеологическую закостенелость, одержимость порнографией, чрезмерное политическое и корпоративное влияние, тонкие схемы шантажа, проникновение национальных и иностранных спецслужб, наглое нарушение авторских прав, а также производство и продажа наркотических средств, вызывающих привыкание.
Всё это происходит в одном из ведущих университетов страны, в центре большого города. Очевидно, что действия человека, загадавшего загадку, направлены не на конкретный университет, а на всю систему высшего образования. Качественно продуманный план ужасных событий является причиной негодования загадчика относительно саморазрушения системы высшего образования, которое, в свою очередь, является благороднейшим творением западной цивилизации.
Сюжет книги основывается на событиях, происходивших в Нью-Йоркском университете во время его продолжительной работы там. Однако, значительный ряд тенденций свойственен не только Нью-Йоркскому Университету, но и системе высшего образования в целом. Большинство героев книги репрезентирует реальных людей, с которыми Карсу приходилось работать.
Существует множество различных отзывов относительно данной книги, от самых негативных до самых позитивных.